# 貝爾貢峰

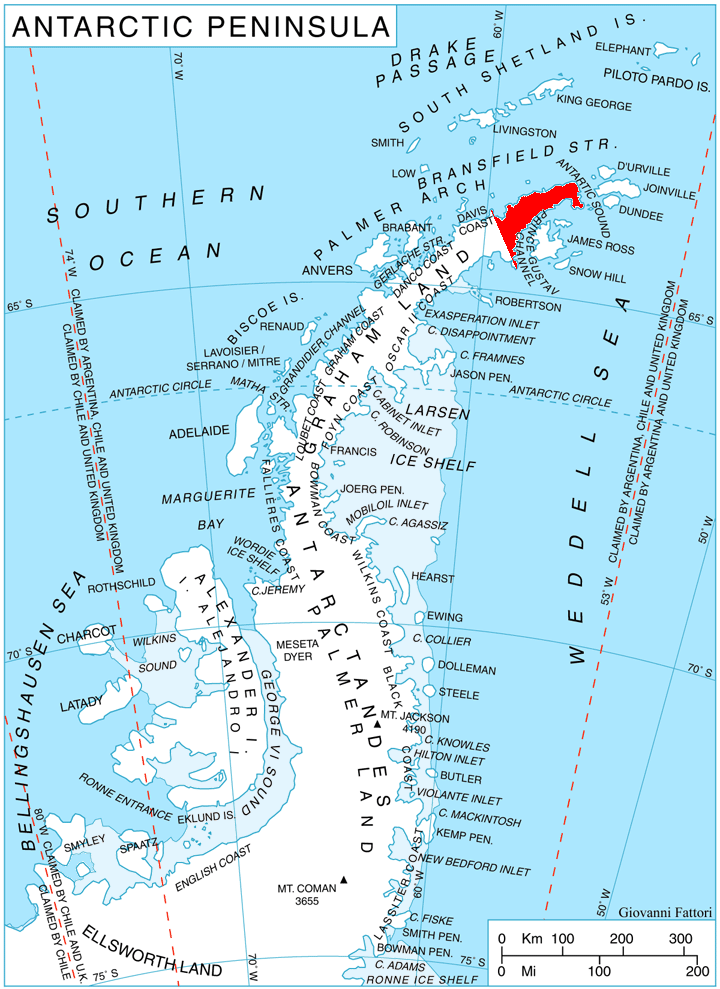

貝爾貢峰（英語：Belgun Peak）是南極洲的山峰，位於帕默群島的特里尼蒂半島，是特拉基亞高地西北端，處於安托諾夫峰西北面0.9公里、斯科帕爾尼克海崖東北面4.6公里、勒皮察峰東北面1.5公里、斯凱勒爾山以東3.6公里、天狼星穹丘東南面3.41公里和卡尼庫拉山西南面5.2公里，海拔高度1,205米，以保加利亞東北部鄉鎮命名，現時由南極條約體系管理。